# シカール・ダワン
シカール・ダワン（Shikhar Dhawan、1985年12月5日 - ）は、インドのデリー出身のクリケット選手。インディアン・プレミアリーグ（IPL）のデリー・キャピタルズ所属。インド代表。
インドを代表するバッツマンの一人である。2019年のESPNの調査によると、世界で最も有名なアスリートで94位にランクインした。